# Nancy Marchand
Nancy Marchand (Buffalo, 19 de junho de 1928 – Stratford, 18 de junho de 2000) foi uma atriz norte-americana de teatro, televisão e cinema. Ela começou sua carreira em 1951 e é mais lembrada pelas séries Lou Grant e The Sopranos.

## Biografia
Marchand nasceu em Buffalo, Nova Iorque, filha de Raymond L. Marchand e Marjorie Freeman. Para ajudá-la a perder a timidez, seu pai a enviou para aulas de atuação. Ela estudou na Universidade Carnegie Mellon e, assim que terminou seus estudos, foi para Nova Iorque.
Como membro do Actors Studio, ela estreou na Broadway em 1951 com a peça The Taming of the Shrew. Outros créditos no teatro incluem participações em produções como The Merchant of Venice, Love's Labour's Lost, Much Ado About Nothing, The Glass Menagerie e The Importance of Being Earnest.
Na televisão, Marchand trabalhou em séries como Westinghouse Studio One, The United States Steel Hour, Playhouse 90, The Defenders, Naked City, Lou Grant, Cheers, Coach, Law & Order, Homicide: Life on the Street e The Sopranos. Por Lou Grant, ela venceu quatro Primetime Emmy Award de Melhor Atriz Coadjuvante em Série Dramática, e por The Sopranos ela venceu um Globo de Ouro de melhor Atriz Coadjuvante em Série, Minissérie ou Filme para televisão e um Screen Actors Guild Award de Melhor Elenco em Série Dramática.
Marchand morreu em 18 de junho de 2000, um dia antes de completar 72 anos, de câncer de pulmão e enfisema. Como resultado, sua personagem em The Sopranos, Livia Soprano, foi morta no início da terceira temporada. Ela foi casada de 1951 até 1999 com o também ator Paul Sparer; eles tiveram três filhos: Katie, David e Rachel.